# Мейтленд, Ричард
Сэр Ричард Мейтленд из Летингтона и Тирлестейна (англ. Sir Richard Maitland of Lethington and Thirlstane; 1496 — 1 августа 1586) — шотландский государственный деятель и поэт, сенатор Коллегии правосудия, ординарный лорд сессии (1561—1584),

## Биография
Родился в 1496 году. Старший сын сэра Уильяма Мейтленда из Летингтона (Ист-Лотиан) и Терлестейна (Берикшир), погибшего в битве при Флоддене в 1513 году, и Марты Сетон. Он получил образование в Сент-Эндрюсе и Париже и служил при короле Якове V. Он был посвящен в рыцари и в 1515 году стал наследником своего отца с феодальными баронствами Летингтон в Ист-Лотиане и Тирлестейн в Берикшире.
В результате Войны Грубого ухаживания его замок в Летингтоне был сожжен английской армией в 1549 году. В 1559 году он был одним из дипломатов, которые вели переговоры о заключении мира в Апсетлингтоне с англичанами.
При королеве Марии Стюарт Ричард Мейтленд стал ординарным лордом сессии (судьей Сессионного суда) в 1561 году, пожизненно получил титул лорда Летингтона в качестве шотландского лорда и был включен в состав Шотландского королевского совета (Тайного совета). Он также занимал должности хранителя Большой печати Шотландии (1562—1567) и Тайной печати Шотландии (1563—1567). Его сменил на посту хранителя Тайной печати Шотландии его сын сэр Джон Мейтленд, 1-й лорд Мейтленд из Тирлестейна (1537—1595).
В последние годы своей жизни он ослеп и занимался написанием истории дома и фамилии Ситон, а также сочинением стихов, например, On the New Year, On the Queene’s Maryage и т. д. Он занимал различные должности, в основном юридические, но, по-видимому, держался как можно дальше от ожесточенной политической борьбы своего времени и был добродушным сатирическим юмористом.

## Семья
Ричард Мейтленд женился на Мариотте (или Маргарет) (? — март 1586), дочери сэра Томаса Крэнстоуна из Корсби (Берикшир). У них было трое сыновей и четыре дочери, в том числе:
- Уильям Мейтленд из Летингтона (1525—1573), государственный секретарь Марии, королевы Шотландии
- Сэр Джон Мейтленд от Тирлестейна (1537—1595), лорд-канцлер Шотландии (1586—1595)
- Томас Мейтленд (ок. 1550—1572)[1]
- Изабелла Мейтленд (? — 1621), вышедшая замуж за сэра Джеймса Хериота из Трабуна (? — 1618)
- Мэри Мейтленд (ок. 1550—1596), которая вышла замуж за Александра Лаудера из Халтоуна (? — 1627).
- Элизабет Мейтленд, которая вышла замуж за Уильяма Дугласа из Уиттингема (ок. 1540—1595).
- Хелен Мейтленд, которая вышла замуж за Джона Кокберна из Клеркингтона и была матерью Ричарда Кокберна из Клеркингтона.

## Рукописи Мейтленда

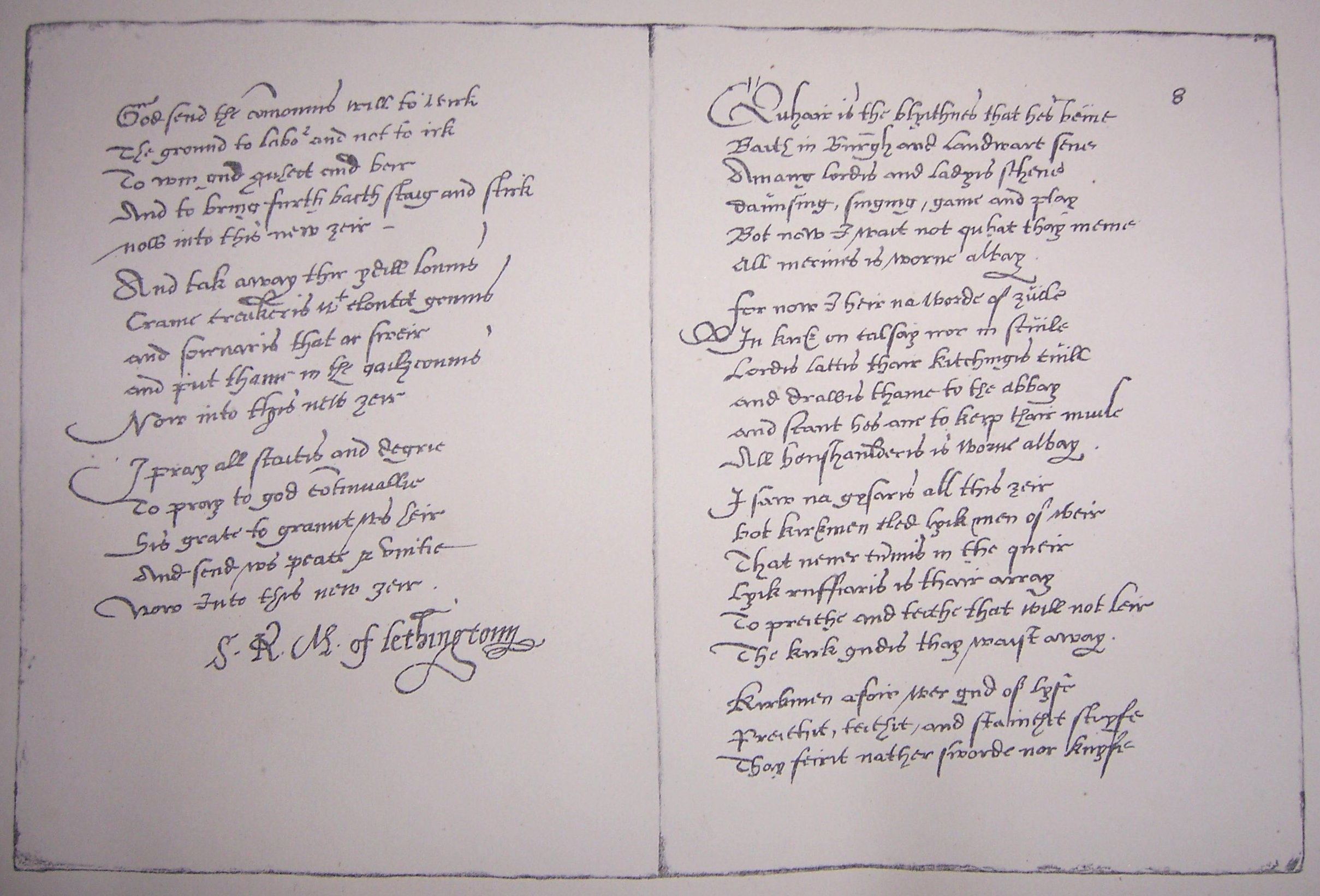
Страницы из рукописи Мейтленда Кварто, хранящейся в библиотеке Пеписа. Подпись Мейтланда бросается в глаза.

Сохранились две рукописные работы Ричарда Мейтленда. Обе являются сборниками шотландской литературы его эпохи. В них сохранились многие работы великих макаров и большое количество анонимных произведений. В рукописях также записаны многие собственные сочинения Мейтленда. Дочь Мейтленда Мэри переписывала его стихи, а также стихи своего брата Джона Мейтленда и других.
Рукописи Мейтленда хранятся в библиотеке Пипса.